# Villa Vergano
Villa Vergano (Vìla Vergàn in dialetto brianzolo) è una frazione del comune di Galbiate in provincia di Lecco posta a sud del centro abitato, verso Ello.

## Geografia fisica
Villa Vergano è situato a circa 550 metri di altitudine sul fianco ovest del Monte Regina, conosciuto storicamente come Monte di Brianza, dista circa due chilometri e mezzo dal centro abitato di Galbiate di cui è frazione.
ll paese è formato dai due nuclei abitativi, Villa e Vergano, dai quali deriva il nome. Vi risiedono circa 1 100 abitanti.
Il territorio di Villa Vergano si estende sul monte più a nord della Brianza in cui si trovano altri piccoli borghi: Toscio, Polgina e Figina. Particolarmente importante quest'ultimo borgo che in passato fu un monastero cluniacense, il cui nome compare assieme alla prima citazione del nome Brianza e precisamente in una donazione datata 16 agosto 1107 con cui una ricca vedova milanese lasciava possedimenti della zona per la costruzione di un monastero in località Figina.

## Storia
Registrato agli atti del 1751 come un borgo milanese di 129 abitanti della pieve di Oggiono, in seguito alle riforme amministrative dell'Imperatrice Maria Teresa divenne un tutt'uno con Vergano e Figina. Nel 1786 Vergano entrò per un quinquennio a far parte della Provincia di Como, per poi cambiare continuamente i riferimenti amministrativi nel 1791, nel 1798 e nel 1799. Alla proclamazione del Regno d'Italia nel 1805 risultava avere 522 abitanti. Nel 1809 un regio decreto di Napoleone determinò la soppressione dell'autonomia municipale per annessione ad Ello, ma il Comune di Vergano fu poi ripristinato con il ritorno degli austriaci. L'abitato crebbe poi discretamente, tanto che nel 1853 risultò essere popolato da 694 anime, salite a 749 nel 1871, mentre nel frattempo nel 1863 il governo cambiò nome alla località da Vergano a Villa Vergano. Il processo di crescita demografica continuò oltre la fine del XIX secolo, tanto che nel 1921 si registrarono 870 residenti. Fu nel 1937 che il fascismo decise la soppressione definitiva del comune unendolo a Galbiate, sebbene i legami storici fossero come detto con Oggiono.